# Giuseppe Marullo

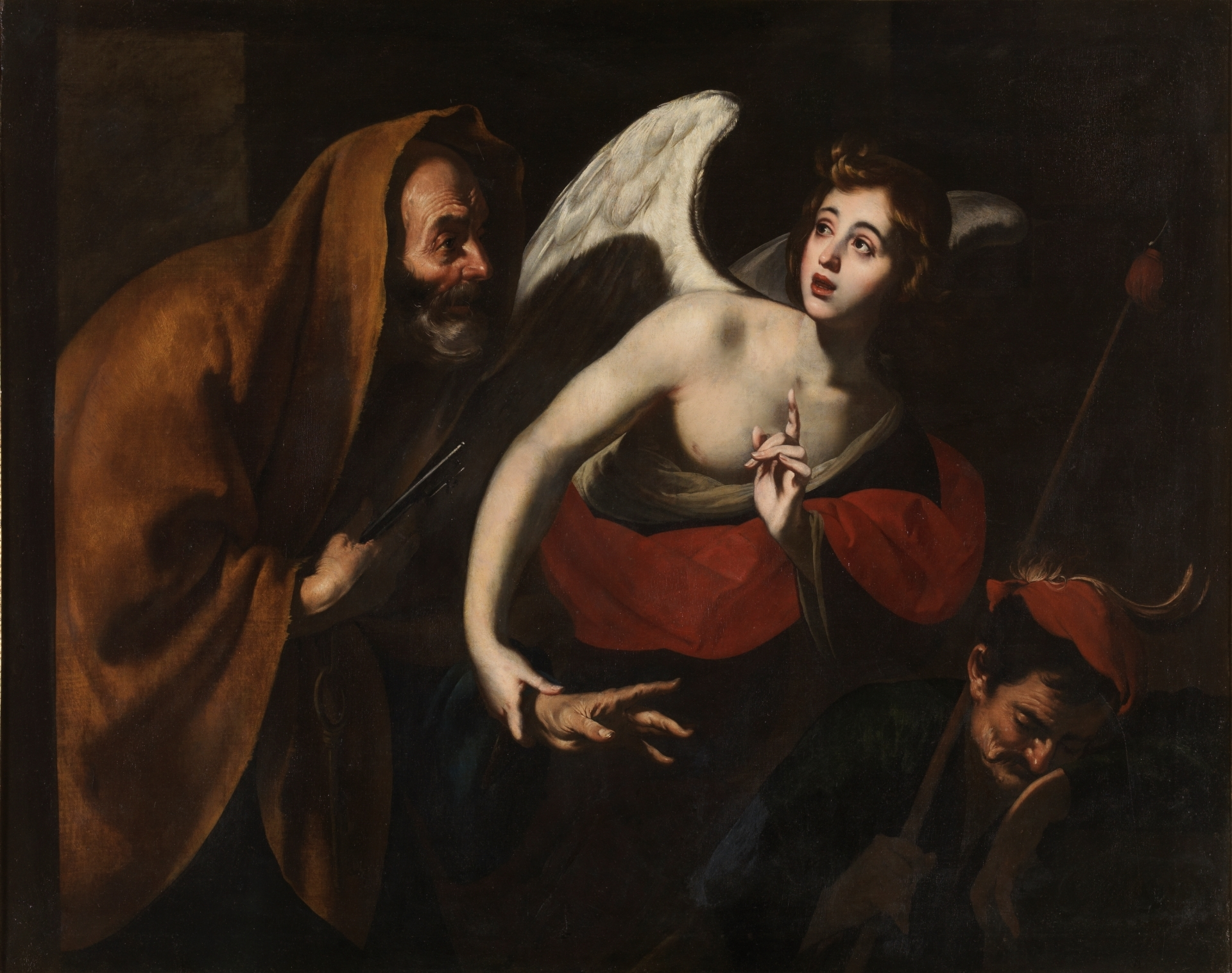
Giuseppe Marullo: Befreiung des Petrus aus dem Kerker durch einen Engel (vor 1640), Öl auf Leinwand, 127 × 159 cm, Prado, Madrid

Giuseppe Marullo (* ca. 1605–1610 in Orta di Atella bei Caserta; † 1685 in Neapel) war ein italienischer Maler des Barock aus der neapolitanischen Schule.

## Leben
Sein Geburtsjahr ist nicht bekannt, laut Bernardo De Dominici stammte er aus Orta di Atella, genau wie sein Lehrer, der bedeutende neapolitanische Maler Massimo Stanzione, sowie zwei weitere von dessen Schülern, Paolo Finoglio und G. De Popoli.
Wahrscheinlich wurde Marullo zwischen etwa 1605 und 1610 geboren, denn sein frühestes erhaltenes und signiertes Bild trägt das Datum 1631, die Madonna mit Kind und den Hl. Maria Magdalena und Maria aus Ägypten in der Chiesa delle Pentite in Castrovillari.
Giuseppe Marullo wurde bis zu Beginn des 21. Jahrhunderts – wie im Grunde die gesamte neapolitanische Malerei – kaum beachtet. Doch es sind von ihm relativ viele signierte und datierte Gemälde erhalten, so dass man über die von De Dominici dokumentierten Werke hinaus relativ gut über seine Entwicklung informiert ist. Zu seinem Frühwerk zählt auch eine 1633 für Giovan Vincenzo Strambone, Herzog von Salsa, gemalte Hl. Familie mit Sankt Anna und zwei hl. Benediktinern in der Kirche Santi Severino e Sossio in Neapel.
Marullos Malerei hat stilistisch viel Ähnlichkeit mit den Werken von Stanzione, und bereits De Dominici meinte, dass seine Werke „selbst von Professoren“ mit denjenigen seines Lehrers verwechselt wurden („tanto simili […] a quelle del Maestro, che anche da’ Professori venivano credute del Cavaliere“). Einige modernere Autoren sehen auch Affinitäten zu Jusepe de Ribera, Bernardo Cavallino und ganz besonders zu Pacecco De Rosa, mit welchem Marullo nachweislich bei der Dekoration der später zerstörten neapolitanischen Kirche Santissima Concezione degli Spagnoli zusammenarbeitete. Ein konkretes Beispiel für Verwechslungsmöglichkeiten ist eine ursprünglich De Rosa zugeschriebene Caritas (früher bei Christie’s, Rom), bei der man nach genauerer Untersuchung die Initialen von Giuseppe Marullo fand (Della Ragione – Pinto, S. 51, 106).
Abgesehen von Altarbildern für die Kirchen von Neapel und Umgebung malte Marullo auch Bilder für private Mäzene, wie eine mit 1635 datierte und signierte Susanna und die Alten in einer Privatsammlung beweist. Ebenso malte er 1643–44 für einen Domenico Mazzarotta eine ganze Reihe von Bildern sowie drei nicht bekannte Porträts.
Um dieselbe Zeit (1644) schuf er einen Zyklus von Fresken und Ölbildern für die neapolitanische Kirche San Sebastiano, die später zerstört wurde.

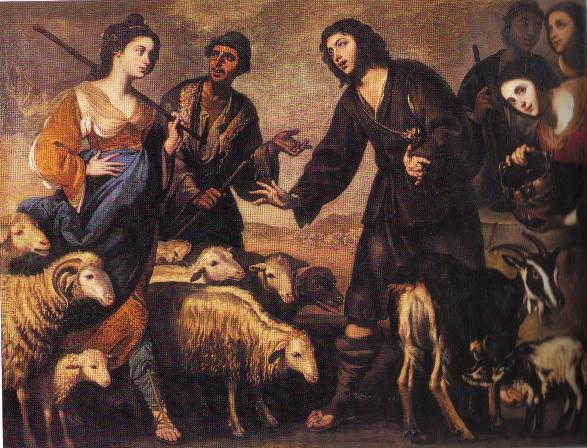
Jakob und Rahel, 1644, Collezione Luongo, Rom

Gemeinsam mit Diana De Rosa, der Schwester von Pacecco und ebenfalls Schülerin von Stanzione, schuf Marullo um 1646 Deckengemälde in der Chiesa della Pietà dei Turchini. Auch diese Bilder sind leider nicht erhalten, während ein von De Dominici an Marullo zugeschriebener Schutzengel in derselben Kirche in Wirklichkeit ein signiertes Werk von Filippo Vitale ist.
Während der Revolte von 1647 soll Marullo „nach der Natur“ („al naturale“) ein Porträt von dem berühmten Masaniello gemalt haben.
Um 1650 schuf er die Himmelfahrt Mariae in der Kirche San Giacomo Maggiore (Neapel), und 1651 erhielt er eine Bezahlung für mehrere Gemälde, die er für Isabella Milano, eine Nonne im Kloster San Liguoro angefertigt hatte – darunter ein Gastmahl in Emmaus, das eventuell mit einem früher Alonzo Rodriguez und jetzt Marullo zugeschriebenen Bild im Museo Correale in Sorrent identisch sein könnte.
Etwa derselben Phase zuzuordnen ist der Wunderbare Fischfang in Capua (Museo campano), der früher als ein Werk Paolo Finoglios galt – doch wurde mittlerweile auf dem Bild Giuseppe Marullos Signatur entdeckt.
Marullo war einer der wenigen neapolitanischen Künstler, welche die Pest von 1656 überlebten, und konnte seine künstlerische Aktivität danach ungebrochen fortsetzen.
Von dem spanischen Botschafter in Rom, Don Pedro Antonio de Aragón, erhielt er in den 1660er Jahren einen Auftrag für zwölf Bilder, an denen er noch arbeitete, als der Auftraggeber 1666 als neuer Vizekönig nach Neapel kam. Möglicherweise gehörten zu diesen Bildern einige mit 1663 datierte Biblische Szenen, die heute in der Kirche Gesù Vecchio zu sehen sind.
Neben verschiedenen anderen Werken für neapolitanische Kirchen malte er 1667 auch zwei Madonnenbilder für Santa Maria della Sapienza und Santa Maria delle Grazie.
De Dominici behauptet, dass der Vizekönig Don Pedro Antonio an dem letzten der von ihm bestellten Gemälde etwas auszusetzen gehabt habe und dass Marullo daraufhin seinen von Stanzione geprägten Stil im Sinne „Alter Meister“ geändert habe, die er in Rom studierte; das habe jedoch dazu geführt, dass er seinen bis dahin guten Ruf als Maler verloren habe.
Sein letztes signiertes und datiertes Bild ist eine Begegnung von Rachel und Jacob von 1678 (Privatsammlung, Neapel), die eine Rückkehr zu der naturalistischen Strömung nach Ribera und dem Maestro dell’Annuncio ai Pastori erkennen lässt.
Giuseppe Marullo starb wahrscheinlich 1685 und wurde in San Giovanni Maggiore in Neapel bestattet. Er hatte einen Sohn namens Aniello, der auch Maler wurde, aber früh starb.
Marullo erbte nach dem Tode Massimo Stanziones ein Manuskript, in dem dieser viele biografische Daten neapolitanischer Maler und Bildhauer notiert hatte. Dieses Manuskript ging später durch Marullos Schüler N. Marigliano in den Besitz von Bernardo De Dominici über, der davon reichlichen Gebrauch in seinen Vite machte; das Manuskript wird heute in der Biblioteca Nazionale von Neapel aufbewahrt. Marullo erbte von Stanzione außerdem eine Sammlung von Zeichnungen aus dem Besitz von Fabrizio Santafede; diese ging nach dem Tode Marullos an den Maler Domenico Gargiulo (De Dominici, S. 205).

## Werke (Auswahl)

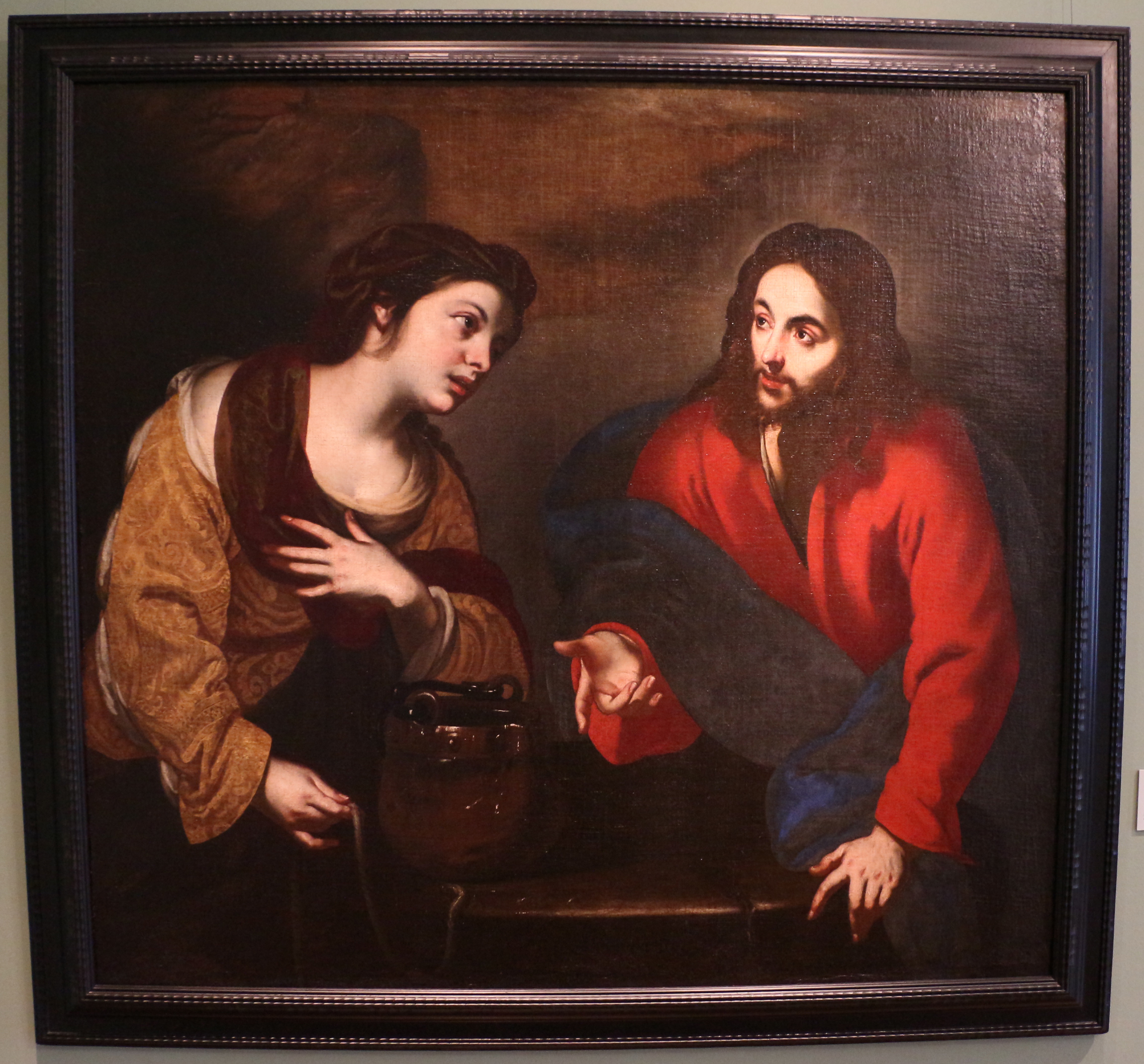
Jesus und die Samariterin am Brunnen (ca. 1650 ?), Öl auf Leinwand, 126,0 × 137,5 cm, Sinebrychoff-Kunstmuseum, Finnland

- Madonna mit Kind und den Heiligen Maria Magdalena und Maria aus Ägypten, signiert und datiert 1631, Chiesa delle Pentite, Castrovillari
- Hl. Familie mit Sankt Anna und zwei hl. Benediktinern, 1633, Santi Severino e Sossio, Neapel
- Susanna und die Alten, sign. und dat. 1635, Privatsammlung
- Madonna von Konstantinopel mit den Hl. Johannes d. Täufer und Clara, sign. und dat. 1637, Kirche San Francesco, Matera
- Hl. Familie, um 1644, San Lorenzo, Neapel
- Wunderbarer Fischfang, signiert, ca. 1650, Museo campano, Capua
- Himmelfahrt Mariae, ca. 1650, San Giacomo Maggiore, Neapel
- Madonna mit den Seelen des Purgatoriums, (urspr. in Sant’Agostino alla Zecca, Neapel) Santa Chiara, Neapel
- Maria Immaculata, sign. und dat. 1659, Kirche Sant’Anna, Sessa Aurunca
- Vision des hl. Antonius von Padua, sign. und dat. 1660, Santa Maria la Nova, Terlizzi
- Hl. Michael, signiert, ca. 1660 (?), San Michele a Portalba, Neapel
- 2 Bilder: Hl. Magdalena und Hl. Maria von Ägypten, sign. und dat. 1663, Sant’Agostino degli Scalzi, Neapel
- Biblische Szenen, datiert, 1663, Gesù Vecchio, Neapel
- Madonna mit Kind und den Hl. Cajetan und Andrea Avellino, datiert 1667, Santa Maria della Sapienza, Neapel
- Madonna del Latte, datiert 1667, Santa Maria delle Grazie, Neapel
- Altarbild, datiert 1667, Chiesa Regina Coeli, Airola
- Altarbild, datiert 1667, Gemeindekirche (parrocchiale) Santi Cosma e Damiano, Secondigliano (Neapel)
- Begegnung von Rachel und Jacob, 1678, Privatsammlung, Neapel